# Myrmeleon (Myrmeleon) obscurus
Myrmeleon (Myrmeleon) obscurus is een insect uit de familie van de mierenleeuwen (Myrmeleontidae), die tot de orde netvleugeligen (Neuroptera) behoort. 
Myrmeleon (Myrmeleon) obscurus is voor het eerst wetenschappelijk beschreven door Rambur in 1842.